# Levernecrose
Levernecrose is een vorm van leverbeschadiging, die onder andere optreedt indien de paracetamoldosis de verwerkingscapaciteit overbelast. Dit is bij een eenmalige dosis van 6 g of meer bij volwassenen of meer dan 140–150 mg/kg lichaamsgewicht bij kinderen. Overdosering kan fataal zijn. Een dosis van 20–25 g wordt als dodelijk beschouwd.
Symptomen van levernecrose zijn anorexie, misselijkheid, braken, bleekheid en abdominale pijn. In het algemeen treedt geen bewusteloosheid op.